# Poeta decadent
Poeta decadent és una aquarel·la i carbonet sobre paper realitzada per Pablo Picasso el 1900 i que actualment forma part de la col·lecció permanent del Museu Picasso de Barcelona.

## Obra
Uns mesos després de conèixer el qui seria el seu amic íntim i, a partir de 1935, secretari personal, l'escultor i escriptor Jaume Sabartés (1881-1968), Picasso li fa dos retrats a l'aquarel·la. Al llarg de la seva relació de tants anys, Picasso va fer nombrosos retrats de Sabartés amb llapis o a l'oli. Molts d d'ells són plens d'ironia, una ironia, barreja de burla i afecte, de complicitat, que era la base de la seva amistat.
En Poeta decadent, es veu Sabartés amb una àmplia capa, una corona de roses al cap, amb una lira a una mà i a l'altra una flor de lis que subjecta amb delicadesa. El situa en la nit en un entorn de creus –cementiri?- i de flames – de la inspiració? que Palau i Fabre a Picasso i els seus amics catalans qualifica de «purgatori dantesc».
Aquest retrat s'inscriu en els corrents literaris i artístics del final de segle de la Barcelona vuitcentista, dels quals ens ofereix aquí una mirada en part burlesca o satírica